# Вокур
Воку́р (фр. Vaucourt) — коммуна во французском департаменте Мёрт и Мозель региона Лотарингия. Относится к  кантону Бламон.

## Географическое положение
Вокур расположен в 38 км к востоку от Нанси. Соседние коммуны: Лагард на севере, Ремонкур и Ксус на юго-востоке, Ксюр на северо-западе.

## История
Коммуна пострадала в Первой и Второй мировых войнах.

## Демография
Население коммуны на 2010 год составляло 71 человек.
| 1962 | 1968 | 1975 | 1982 | 1990 | 1999 | 2010 |
| ---- | ---- | ---- | ---- | ---- | ---- | ---- |
| 106  | 100  | 95   | 78   | 81   | 63   | 71   |